# Joseph Barnard Davis
Joseph Barnard Davis (York, 1801. június 13. – Hanley, Staffordshire, 1881. május 19.) angol orvos, gyűjtő és kraniológus.

## Élete
Tanulmányait szülőhelyén, egy magánintézetben végezte (vallása unitárius volt), majd – a korán elhunyt apjától reá maradt birtokot és házat értékesítve – gyámja engedélyével Londonban folytatta, ahol a „Society of Apothecaries" sebészeti tanfolyamára iratkozott be. 1820 nyarán, még diákként egy bálnavadászhajón a sarkvidéki tengerekre tett utazást, s az itt nyert benyomások terelték érdeklődését az antropológia irányába. 20 éves korában már elnyerte az ezen intézet által nyújtott „licenciatus" címet, viszont anyagi körülményei miatt a sebészi szakot nem fejezhette be, nem nyerte el a sebészdoktori fokozatot. Csak húsz évvel később, 42 éves korában iratkozott be a londoni „College of Surgeons"-ba, s végül az 1862-ben a St. Andrews-i Egyetemen letett vizsgáival, 61 éves korában szerezte meg az orvos- és sebészdoktori címet.
A staffordshire-i Albion Street Sheltonban (ma Hanley, Staffordshire) telepedett le, és 1881. május 19-én bekövetkezett haláláig itt és Stoke-on-Trent-ben orvosként praktizált. Aktívan részt vett a helyi életben, és fontos tagja volt az Stoke-upon-Trent-i, 1846-ban alapított „Athenaeum, Stoke-upon-Trent”-nek

## Tudományos munkássága
1836-ban kiadta a Popular Manual of the Art of Preserving Health (Az egészségmegőrzés művészetének kézikönyve) című írását.
20 éves orvosi gyakorlata után a St. Andrews-i Egyetemen hallgatott előadások során Joshua Brookes anatómiai szemléltető gyakorlatain ragadták meg a prehistorikus koponyák jellegzetességei. Davis különböző fajok koponyáiból és csontvázaiból gyűjtött össze egy múzeumot Hanley melletti Palmall nevű birtokán. Gyűjteménye nagyobb volt, mint a brit közmúzeumok összes gyűjteménye együttvéve, 1867-ben 1474 darabot számlált. 1848-ban Matthew Moorhouse-tól vásárolt két ausztrál koponyával kezdődött személyes gyűjteménye, James De Ville frenológus gyűjteményéből vásárolt,  levelezett utazókkal, gyűjtőkkel és külföldön élőkkel. 1856-ban John Thurnam-mel közösen kezdte meg a Crania Britannica. Delineations and descriptions of the skulls of the aboriginal and early inhabitants of the British islands (Crania Britannica. A brit szigetek őslakosainak és korai lakóinak koponyáiról készült vázlatok és leírások) című, magyarázatokkal, rajzokkal, táblákkal és egy atlasszal kísért kétkötetes könyv kiadását. A mű 1865-ben készült el.
1867-ben megjelentette a Thesaurus Craniorum című gyűjteményi katalógusát, amelyben számos példányt leírt és ábrázolt, valamint 25 000 méretet adott meg bőséges bibliográfiai hivatkozásokkal. Gyűjteménye 1875-ben már olyannyira gyarapodott, hogy a „Thesaurus” kiegészítése is megjelent. 1879-ben döntött értékes gyűjteménye törzsrészének még életében történő eladásáról, s a Royal College of Surgeons of England kraniológiai és régészeti tára megvásárolta az akkor 1800 koponyát és néhány csontvázat számláló gyűjteményt és a „Hunterian Museum" részlegéhez még külön épületszárnyat is emeltetett. „Sajátságos módon Davis 81 éves korában, éppen azon a napon halt meg, midőn gyűjteményének utolsó darabja a Hunterian-múzeumba szerencsésen megérkezett.”
Gyűjteményének és hagyatékának további részei (emberi maradványok, néprajzi és régészeti tárgyak, őslakosokról készült portrék és festmények, valamint nagy antropológiai könyvtára) 1883-tól árveréseken leltek új gazdákra. Augustus Wollaston Franks számos tárgyat megvásárolt ezeken az árveréseken, és így később a British Museum gyűjteményének részévé váltak.
A poligenezis-elmélet híve volt. Különösen az ausztrál őslakosság eredetére és képességeire vonatkozóan vonta le következtetéseit gyűjteménye alapján. Gyűjtéseinek egyik motivációja az a meggyőződése volt, hogy az ausztrál maradványok morfológiája külön eredetre utaló jeleket szolgáltat.
1868-ban a Royal Society tagjává választották
A londoni Brit Királyi Földrajzi Társaság (Royal Geographical Society) alelnökévé, a Société d'Antropologie de Paris kültagjává választotta. 1863-ban előbbieken kívül még 30 tudós társaságnak és akadémiának volt tagja a világ minden részéről, így 1880. május 29-én Lenhossék József ajánlására  a Magyar Tudományos Akadémia kültagjai közé is beválasztották.
1870-től néhány éven át a Journal of Anthropology és az Anthropologia egyik szerkesztője volt.
A porcelágyártásáról híres Stoke-on-Trent régiójában lakva porcelángyűjteménye is számottevő volt.

## Magánélete
Háromszor nősült meg. Első feleségéről nem maradt fenn adat. Tőle két fia származott. A második felesége, Jane Moorhouse egy vagyonos yorki család művelt leánya volt, aki egzisztenciális biztonságot teremtve, lehetőséget adott férjének, hogy tudományos tevékenységét szélesebb alapon folytathassa, s akinek testvére az ekkor Adelaideben élő vagyonos telepes, orvosi végzettségű antropológus és politikus Matthew Moorhouse volt. Jane halála után Davis harmadszor is megnősült 79 éves korában, s egy Emma nevezetű, német származású nőt vett el, aki a tudós hagyatékát később aukciókon elárvereztette.

## Fordítás
- Ez a szócikk részben vagy egészben  a   Joseph Barnard Davis című angol Wikipédia-szócikk ezen változatának fordításán alapul.  Az eredeti cikk szerkesztőit annak laptörténete sorolja fel. Ez a jelzés csupán a megfogalmazás eredetét és a szerzői jogokat jelzi, nem szolgál a cikkben szereplő információk forrásmegjelöléseként.